# Albrecht Graf zu Stolberg-Wernigerode

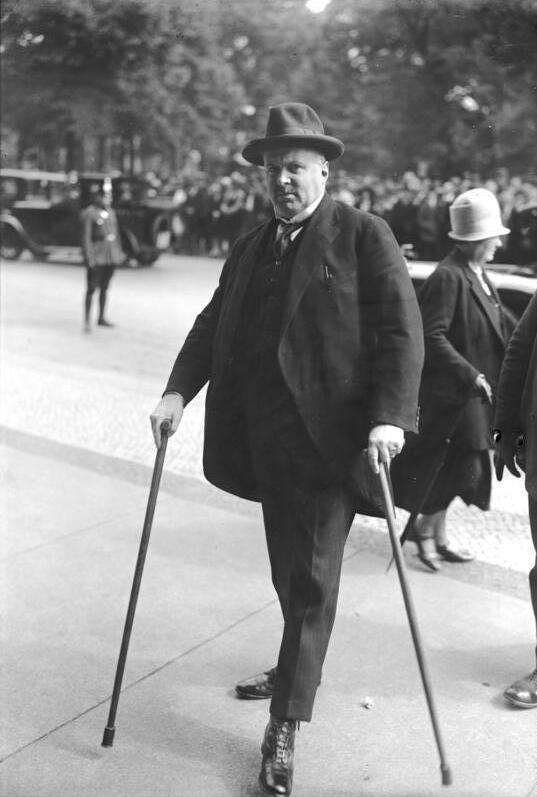
Albrecht Graf zu Stolberg-Wernigerode (1928)

Albrecht Graf zu Stolberg-Wernigerode (* 10. Januar 1886 in Kreppelhof; † 4. Juni 1948 in Köln) war deutscher Politiker, Reichstagsabgeordneter und Bismarck-Forscher.

## Leben

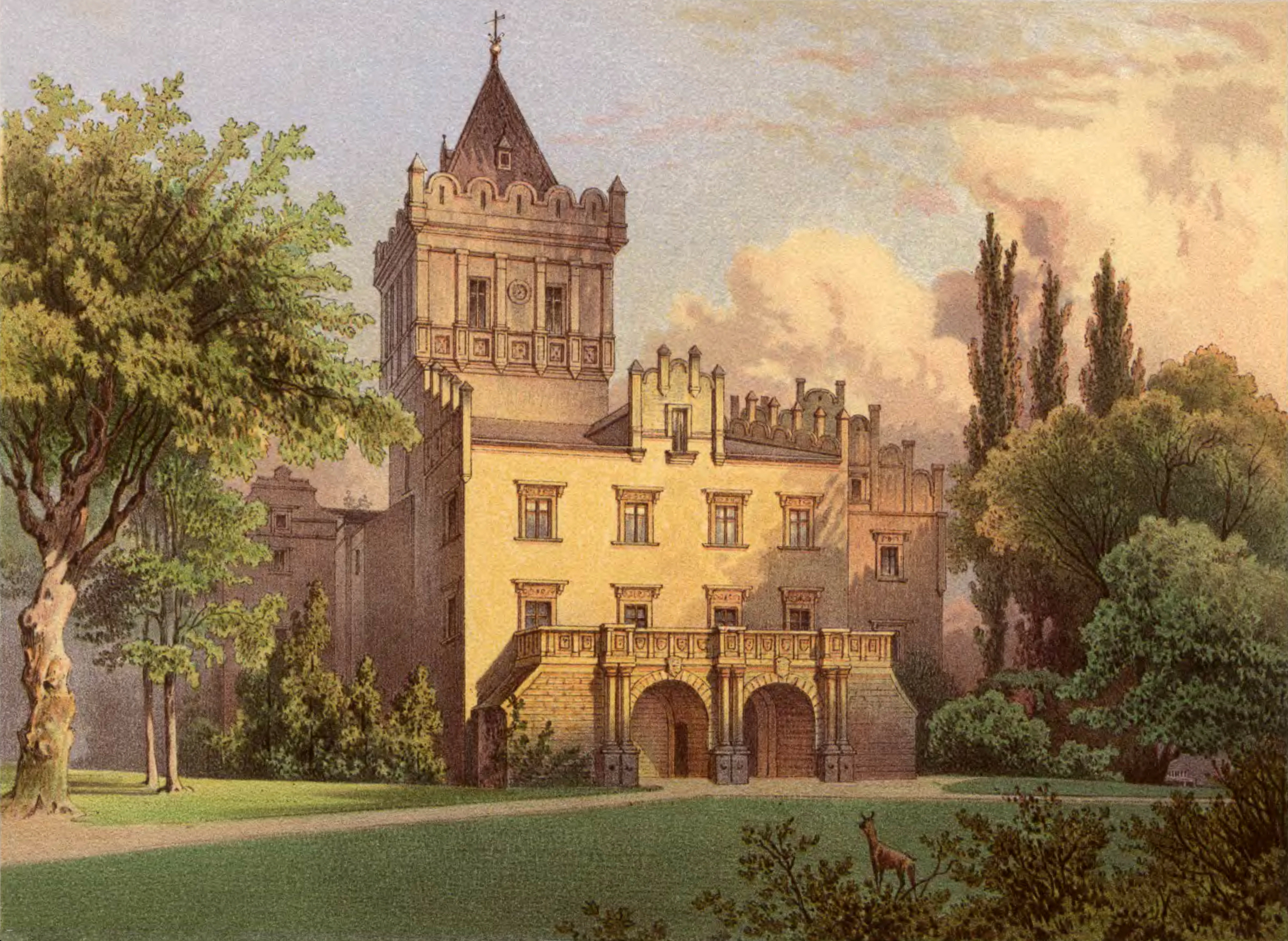
Schloss Kreppelhof um 1873/74, Sammlung Alexander Duncker

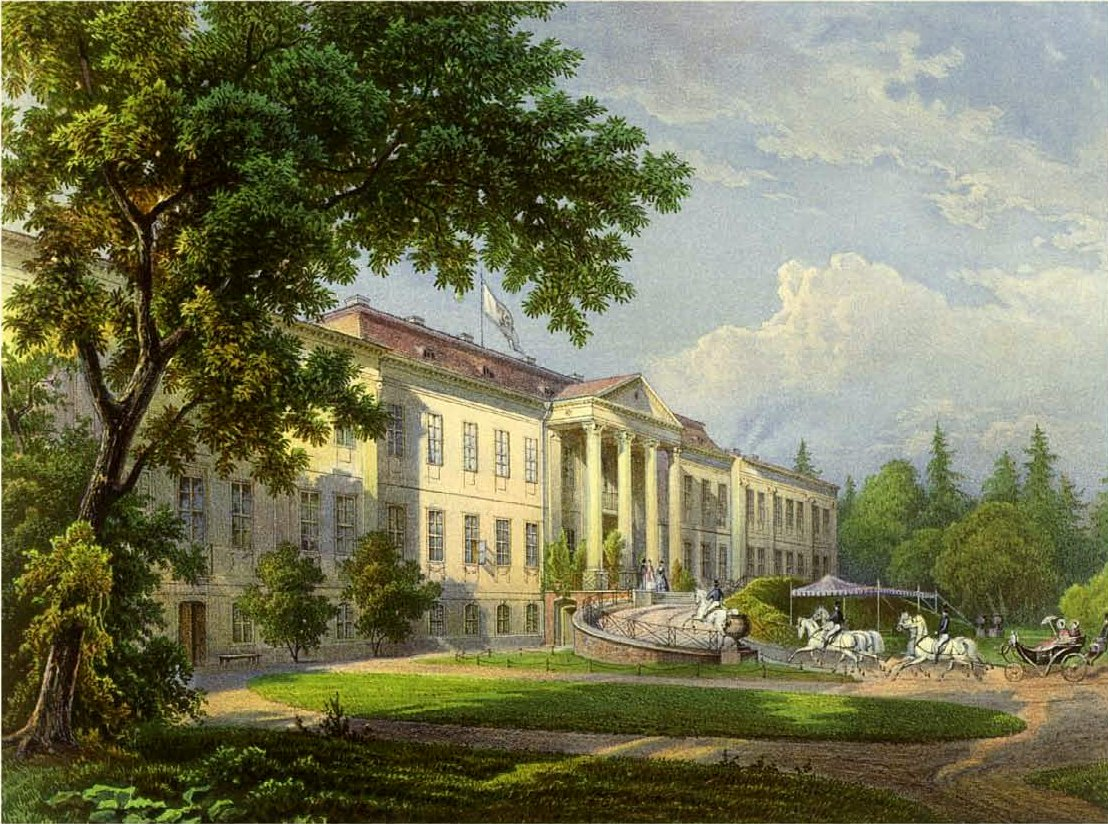
Schloss Dönhoffstädt, um 1873/4, Sammlung Alexander Duncker

Albrecht zu Stolberg-Wernigerode wurde als achtes Kind von Graf Udo zu Stolberg-Wernigerode und dessen Ehefrau Elisabeth Gräfin von Arnim-Boitzenburg auf dem Schloss Kreppelhof in Schlesien geboren. Nach dem Tod seines Vaters 1910 wurde er Herr auf Schloss Kreppelhof, Schloss Dönhoffstädt in Drogosze (Kreis Rastenburg) und Udowald.
Von 1916 bis 1918 war er Mitglied des Preußischen Herrenhauses und von 1921 bis 1928 Abgeordneter im preußischen Landtag. Er vertrat die Deutsche Volkspartei von 1928 bis 1930 im Reichstag. Nach dem Zweiten Weltkrieg musste er seine Besitzungen in Schlesien und Ostpreußen, die enteignet wurden, verlassen. Er starb drei Jahre nach Kriegsende in Köln.
Aus der am 26. November 1914 geschlossenen Ehe mit Magna-Maria Gräfin zu Solms-Wildenfels (1883–1966) gingen keine Kinder hervor.

## Werke
- Bismarck und die schleswig-holsteinische Frage. Kieler Zeitung, Kiel 1928
- Bismarcks Bündnissystem und seine Lehren. Teubner, Leipzig 1928
- Bismarck und die Verständigungspolitik 1864–66. Staatspolitischer Verlag, Berlin 1929
- (als Herausgeber) Worte Bismarcks. Deutsche Verlagsgesellschaft, Berlin 1932
- (als Bearbeiter und Herausgeber) Bismarck-Lexikon. Quellenverzeichnis zu den in seinen Akten, Briefen, Gesprächen und Reden enthaltenen Äußerungen Bismarcks. Deutsche Verlagsanstalt, Berlin 1936